# Лодзинская семинария
Лодзинская семинария — конфессиональное баптистское учебное заведение, где в числе прочих обучались и русскоязычные студенты.

## Дореволюционный период
Семинария была открыта 14 октября 1907 года при немецкой баптистской церкви в г. Лодзь (в той части Польши, которая в то время входила в состав Российской империи). Штаб-квартирой семинарии была часовня на ул. Наврот, 27.
Выбор Лодзи, как места для семинарии был обусловлен тем, что здесь находилась большая немецкая баптистская община, которая включала состоятельных фабрикантов.
Первоначально в группу набрали 15 человек, однако через несколько месяцев из-за большого числа желающих учиться дополнили до 24 человек. После первого года обучения из них осталось 16. Студенты были разных национальностей, преобладали немцы и русские. В первом же наборе обучался один русский студент — И. З. Осипов.
Лекции читали проповедник из с. Нейбур Волынской губернии Евгений Мор и проповедник из Кенигсберга Мартин Шмидт (оба учились в Гамбургской семинарии, а Шмидт также окончил университет на теологическом факультете). Преподавались Ветхий и Новый Заветы, гомилетика, догматика, этика, пастырское служение, история Церкви, история миссии к язычникам, учение о Святой Земле, работа с молодежью и пение.
В 1909 году в Лодзинскую семинарию было направлено 11 служителей из России. В связи с недостатком финансирования для обучения в Лодзи русских студентов по решению съезда Союза русских баптистов (прошедшем в Ростове-на-Дону в сентябре-октябре 1909 года) был объявлен целевой сбор пожертвований (ответственный В. Г. Павлов), кроме того, из пресвитеров был избран школьный комитет для отбора кандидатов на обучение.
Работа семинарии подвергалась критике со стороны преобладающей в Польше католической церкви, а также иногда православной и евангелической. В 1911 году семинария была закрыта властями, однако обучение некоторое время ещё велось нелегально.
Несмотря на короткий срок работы в семинарии успели пройти подготовку некоторые в будущем известные деятели баптизма, в том числе Михаил Данилович Тимошенко, Павел Яковлевич Дацко, Роман Демьянович Хомяк, Иван Захарович Осипов, З. Я. Павленко, П. И. Кравченко, А. Персианов, Васильев, Ефимович, Скороходов, Болеслав Гёце и др.

## Межвоенный период
В 1923 году работа семинарии была возобновлена. В ней по-прежнему помимо немцев учились славяне — русские, польские, украинские и белорусские студенты из числа эмигрантов. Хотя славянские наборы делались с перебоями из-за нехватки средств. В 1928 году семинария переехала с улицы Наврот, 27 на улицу Липовую, 93. Обучение в ней продолжалось до 1939 года — начала Второй мировой войны